# Загроди (Люблінський повіт)
Загроди (пол. Zagrody) — село в Польщі, у гміні Гарбув Люблінського повіту Люблінського воєводства.
Населення — 958 осіб (2011).
У 1975-1998 роках село належало до Люблінського воєводства.

## Демографія
Демографічна структура станом на 31 березня 2011 року:
|          | Загалом | Допрацездатний вік | Працездатний вік | Постпрацездатний вік |
| -------- | ------- | ------------------ | ---------------- | -------------------- |
| Чоловіки | 467     | 80                 | 340              | 47                   |
| Жінки    | 491     | 79                 | 310              | 102                  |
| Разом    | 958     | 159                | 650              | 149                  |